# خوشه‌بندی تک‌پیوندی
خوشه‌بندی تک‌پیوندی یکی از روش‌های خوشه‌بندی سلسله‌مراتبی است که با رویکرد از پایین به بالا یک سلسله‌مراتب از خوشه‌ها ایجاد می‌کند. خوشه‌بندی تجمعی که به نام تکنیک نزدیک‌ترین همسایه نیز شناخته می‌شود برای اولین بار در سال ۱۹۵۱ توسط فلورک مطرح شد. مبنای کار این روش آن است که در هر مرحله از اجرا، دو خوشه‌ای که کمترین فاصله از یک‌دیگر را دارند با هم ادغام می‌کند و فاصلهٔ یک خوشه از خوشه‌ای دیگر برابر با کمترین فاصله از هر یک از اعضای آن خوشه با هر یک از اعضای خوشه دیگر تعریف می‌شود.
یکی از معایب این روش نسبت به خوشه‌بندی کامل پیوند آن است که خوشه‌بندی کامل پیوند خوشه‌های منسجم‌تری به وجود می‌آورد درحالی که در روش خوشه بندی تک‌پیوندی تعداد کمی داده که با فاصله اندک از یک‌دیگر که به شکل یک پل بین دو خوشه قرار داشته باشند موجب ادغام شدن آن دو خوشه می‌شوند و این خاصیت «اثر زنجیره‌ای» نامیده می‌شود. اما یکی از مزایای این روش تطبیق‌پذیری بیشتر آن و حفظ کارایی خود روی مجموعه داده‌های مختلف است.

## تعریف
خوشه‌بندی‌های تجمعی احتمالاً یکی از پرمصرف‌ترین روش‌های خوشه‌بندی سلسله‌مراتبی هستند. در این نوع از خوشه‌بندی‌ها هر داده‌ای در ابتدا خود یک خوشه، سپس به صورت پیاپی در هر مرحله دو خوشه با یک‌دیگر ادغام شده و خوشه‌ای بزرگ‌تر تشکیل می‌دهند و این روند ادامه پیدا می‌کند تا تنها یک خوشه باقی بماند. نتیجهٔ چنین خوشه‌بندی ای معمولاً به صورت یک دندروگرام نمایش داده می‌شود و با برش دندروگرام در سطحی دلخواه از میزان شباهت یک خوشه‌بندی ایجاد می‌شود.
تفاوت روش‌های مختلف خوشه‌بندی تجمعی در نحوه انتخاب شدن آن دو خوشه‌ای است که در هر مرحله برای ادغام شدن انتخاب می‌شوند. در خوشه‌بندی تک پیوندی فاصلهٔ دو خوشه را نزدیک‌ترین جفت داده (که هر کدام در یکی از خوشه‌ها باشد) تعیین می‌کند.
به صورت ریاضی تابع فاصله خوشه‌ها به شکل {\displaystyle D(X,Y)=\min _{x\in X,y\in Y}d(x,y)} تعریف می‌شود که {\displaystyle X} و {\displaystyle Y} خوشه‌ها و {\displaystyle d(x,y)} فاصله دو داده {\displaystyle x} و {\displaystyle y} را نمایش می‌دهد.
در هر مرحله از این الگوریتم دو خوشه‌ای که کمترین فاصله را با یک‌دیگر دارند با هم ترکیب می‌شوند و فاصله خوشه حاصل از ادغام شدن {\displaystyle X} و {\displaystyle Y} و خوشه دیگر {\displaystyle Z} به صورت زیر محاسبه می‌شود:
{\displaystyle D(X\cup Y,Z)=min(D(X,Z),D(Y,Z))}

## الگوریتم
این الگوریتم مانند الگوریتم روش جفت گروه بدون وزن با میانگین حسابی است که شبه کد آن در زیر آمده‌است:
```
Single
-
Linkage
(
D
,
 
n
)

      
Clusters
 
←
 
n
 
single
-
element
 
clusters
 
labeled
 
1
,
 
...
 
,
 
n

      
construct
 
a
 
graph
 
T
 
with
 
n
 
isolated
 
nodes
 
labeled
 
by
 
single
 
elements
 
1
,
 
...
 
,
 
n

    
for
 
every
 
node
 
v
 
in
 
T

        
Age
(
v
)
 
←
 
0

    
while
 
there
 
is
 
more
 
than
 
one
 
cluster

        
find
 
the
 
two
 
closest
 
clusters
 
Ci
 
and
 
Cj

        
merge
 
Ci
 
and
 
Cj
 
into
 
a
 
new
 
cluster
 
Cnew
 
with
 
|
Ci
|
 
+
 
|
Cj
|
 
elements

        
add
 
a
 
new
 
node
 
labeled
 
by
 
cluster
 
Cnew
 
to
 
T

        
connect
 
node
 
Cnew
 
to
 
Ci
 
and
 
Cj
 
by
 
directed
 
edges

        
Age
(
Cnew
)
 
←
 
D
(
Ci
,
 
Cj
)
 
/
 
2

        
remove
 
the
 
rows
 
and
 
columns
 
of
 
D
 
corresponding
 
to
 
Ci
 
and
 
Cj

        
remove
 
Ci
 
and
 
Cj
 
from
 
Clusters

        
add
 
a
 
row
 
and
 
column
 
to
 
D
 
for
 
Cnew
 
by
 
computing
 
D
(
Cnew
,
 
C
)
 
for
 
each
 
C
 
in
 
Clusters

        
add
 
Cnew
 
to
 
Clusters

    
root
 
←
 
the
 
node
 
in
 
T
 
corresponding
 
to
 
the
 
remaining
 
cluster

    
for
 
each
 
edge
 
(
v
,
 
w
)
 
in
 
T

        
length
 
of
 
(
v
,
 
w
)
 
←
 
Age
(
v
)
 
-
 
Age
(
w
)

    
return
 
T

```

## مثال
فرض می‌کنیم ۵ داده {\displaystyle (a,b,c,d,e)} با ماتریس فاصله {\displaystyle D_{1}} داریم.
| (e) | (d) | (c) | (b) | (a) |     |
| ۹   | ۱۰  | ۶   | ۲   | ۰   | (a) |
| ۸   | ۹   | ۵   | ۰   | ۲   | (b) |
| ۵   | ۴   | ۰   | ۵   | ۶   | (c) |
| ۳   | ۰   | ۴   | ۹   | ۱۰  | (d) |
| ۰   | ۳   | ۵   | ۸   | ۹   | (e) |

نزدیک‌ترین خوشه‌ها (a) و (b) با فاصله ۲ هستند. این دو خوشه با یک دیگر ادغام کرده و خوشهٔ (u = (a, b حاصل می‌شود.
قرار می‌دهیم: {\displaystyle \delta (u,a)=\delta (u,b)=0.5\times 2=1}
فاصله خوشه جدید با خوشه‌های دیگر را به شکل زیر محاسبه می‌کنیم.
{\displaystyle D((a,b),c)=min(D(a,c),D(b,c))=5}
{\displaystyle D((a,b),d)=min(D(a,d),D(b,d))=9}
{\displaystyle D((a,b),e)=min(D(a,e),D(b,e))=8}
ماتریس فاصله جدید({\displaystyle D_{2}}) را با حذف سطر و ستون‌های مربوط به خوشه‌های (a) و (b) از {\displaystyle D_{1}} و اضافه کردن سطر و ستون متناظر با خوشه (a, b) به دست می‌آوریم.
| (a, b) | (e) | (d) | (c) |        |
| ۵      | ۵   | ۴   | ۰   | (c)    |
| ۹      | ۳   | ۰   | ۴   | (d)    |
| ۸      | ۰   | ۳   | ۵   | (e)    |
| ۰      | ۸   | ۹   | ۵   | (a, b) |

حال نزدیک‌ترین خوشه‌ها (d) و (e) با فاصله ۳ هستند. این دو خوشه با یک دیگر ادغام کرده تا خوشهٔ (v = (d,e حاصل شود.
قرار می‌دهیم: {\displaystyle \delta (v,d)=\delta (v,e)=0.5\times 3=1.5}
فاصله خوشه جدید با خوشه‌های دیگر را به شکل زیر محاسبه می‌کنیم.
{\displaystyle D((d,e),c)=min(D(d,c),D(e,c))=4}
{\displaystyle D((d,e),(a,b))=min(D(d,(a,b)),D(e,(a,b)))=8}
ماتریس {\displaystyle D_{3}} به شکل زیر خواهد شد:
| (d, e) | (a, b) | (c) |        |
| ۴      | ۵      | ۰   | (c)    |
| ۸      | ۰      | ۵   | (a, b) |
| ۰      | ۸      | ۴   | (d, e) |

در این مرحله نزدیک‌ترین خوشه‌ها که با هم ترکیب می‌شوند خوشه‌های (c) و (d, e) به فاصلهٔ ۴ هستند و خوشه (w = (c, d, e از ترکیب‌شان به وجود می‌آید.
می‌دانیم {\displaystyle \delta (w,c)=\delta (w,d)=\delta (w,e)=0.5\times 4=2} بنابراین {\displaystyle \delta (w,v)=\delta (w,d)-\delta (v,d)=2-1.5=0.5}
و هم چنین داریم {\displaystyle D((c,(d,e)),(a,b))=min(D(c,(d,e)),D((d,e),(a,b)))=5} و ماتریس {\displaystyle D_{3}} به شکل زیر خواهد شد:
| (c, d, e) | (a, b) |           |
| ۵         | ۰      | (a, b)    |
| ۰         | ۵      | (c, d, e) |

در نهایت نیز این دو خوشه باقیمانده با یک‌دیگر ادغام می‌شوند و خوشه (r = (a, b, c, d, e حاصل می‌شود.

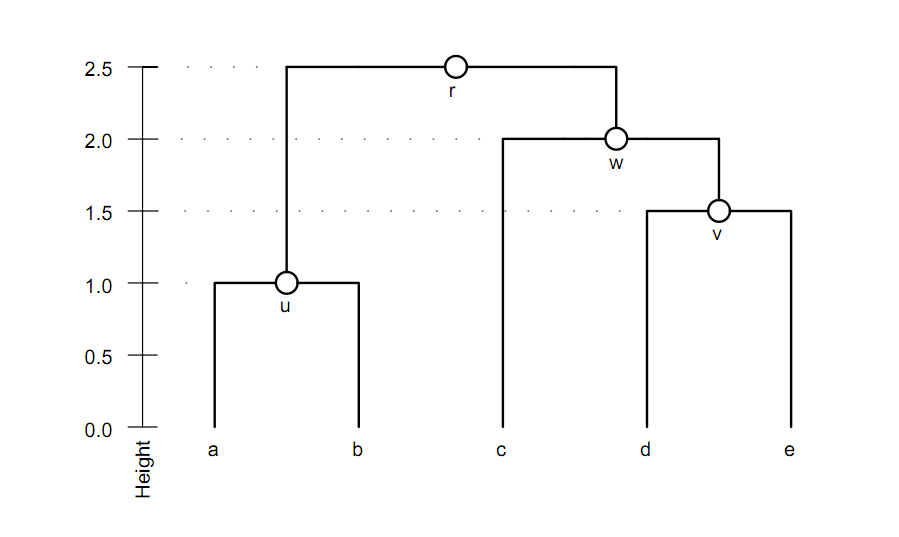

می‌دانیم {\displaystyle \delta (r,a)=\delta (r,b)=\delta (r,c)=\delta (r,d)=\delta (r,e)=0.5\times 5=2.5} پس {\displaystyle \delta (r,u)=\delta (r,a)-\delta (u,a)=2.5-1=1.5} و {\displaystyle \delta (r,w)=\delta (r,c)-\delta (w,c)=2.5-2=0.5}
دندروگرام حاصل به شکل زیر است: